# Insistentemente Rettore!
 Insistentemente Rettore! è la sesta raccolta ufficiale di Rettore, pubblicata il 18 marzo 2022 da Sony Music.

## Descrizione
La raccolta è stata pubblicata in seguito alla partecipazione di Rettore al Festival di Sanremo 2022 in coppia con Ditonellapiaga con il brano Chimica, inserito come primo brano della raccolta. La versione in formato digitale della raccolta presenta una tracklist ridotta rispetto alla versione fisica in CD: non sono infatti presenti sei brani, tra i quali i singoli Di notte specialmente, Adrenalina con Giuni Russo e Bastardo. La versione in doppio vinile, comprendente una tracklist leggermente ridotta, è stata pubblicata il 6 maggio 2022.
La raccolta non è riuscita a entrare nella classifica FIMI Album , ma nella prima settimana di uscita del vinile l’album esordisce alla posizione 9 della classifica ufficiale FIMI.

## Tracce

### Edizione fisica
CD 1
1. Chimica (con Ditonellapiaga)
2. Lamette
3. Delirio
4. Divino divina
5. Diva
6. Kobra
7. Amore stella
8. Di notte specialmente
9. Giulietta
10. This Time
11. Kamikaze Rock 'n' Roll Suicide
12. Carmela
13. Il mimo
14. Eroe
15. Verrò
16. Adrenalina (con Giuni Russo)

CD 2
1. Splendido splendente
2. Cambio
3. Benvenuto
4. Nel viale della scuola è sempre autunno
5. Gattivissima
6. Dea
7. Brilla
8. Donatella
9. Estasi
10. Oblio
11. È morto un artista
12. Bastardo (Radio Edit)
13. Le nuove favole non fanno così bene al cuore
14. Karakiri
15. Bianco
16. La mia radio (On My Radio) (con gli Statuto)

### Edizione digitale
1. Chimica
2. Lamette
3. Delirio
4. Divino divina
5. Diva
6. Kobra
7. Amore stella
8. Giulietta
9. This Time
10. Kamikaze Rock 'n' Roll Suicide
11. Carmela
12. Il mimo
13. Eroe
14. Verrò
15. Splendido splendente
16. Benvenuto
17. Nel viale della scuola è sempre autunno
18. Gattivissima
19. Dea
20. Brilla
21. Donatella
22. Estasi
23. Oblio
24. È morto un artista
25. Le nuove favole non fanno così bene al cuore
26. Karakiri

## Classifiche
| Classifica (2022) | Posizione massima |
| ----------------- | ----------------- |
| Italia (vinili)   | 9                 |